# Joseph Dunford
Joseph Francis (Joe) Dunford jr. (Boston (Massachusetts), 8 december 1955) is een Amerikaanse generaal.
Van 2013 tot 2014 was hij de Commander of the International Security Assistance Force (ISAF). In 2014 werd hij Commander of the United States Marine Corps. 
Op 5 mei 2015 werd Dunford door president Barack Obama genomineerd als de volgende Chairman of the Joint Chiefs of Staff(voorzitter van de gezamenlijke stafhoofden), de hoogste officier binnen de United States Armed Forces. Op 30 november 2015, juridisch per 1 oktober 2015, volgde hij generaal Martin Dempsey in deze functie op.